# Émile Gerbeaud
Dans le nom hongrois Gerbeaud Emil, le nom de famille précède le prénom, mais cet article utilise l’ordre habituel en français Emil Gerbeaud, où le prénom précède le nom.
Émile Gerbeaud (en hongrois : Gerbeaud Emil, [ˈʒɛɾboː ˈɛmil]), né le 22 février 1854 à Carouge et décédé le 8 novembre 1919 à Budapest, est un pâtissier et chocolatier hongrois d'origine suisse.

## Biographie
Emile Gerbeaud naît à Carouge d'un père pâtissier catholique français, Simon Jean-François Gerbeaud et de Jeanne-Marie Gros. Son épouse, Esther Ramseyer, originaire de Saint-Imier était elle-même la fille d'un chocolatier. Travaillant initialement dans plusieurs magasins de confiserie importants en Allemagne, en France et en Angleterre, il ouvrit en 1879, avec Eugène Weiss, sa première boutique à Saint-Étienne qui deviendra la chocolaterie Weiss.
En 1882, Henrik Kugler, propriétaire de pâtisseries à Budapest, de passage à Paris, rencontra pour la première fois Emile Gerbeaud et reconnut immédiatement son talent et son esprit d'entreprise. En 1884, Kugler l'invite à Budapest pour en faire son associé. Progressivement, Gerbeaud reprit les magasins de Kugler et leur donna son nom : Maison Gerbeaud.
En 1886, l'entreprise s'élargit au secteur du chocolat et lors de l'Exposition du Millénaire, en 1896, elle présente un processus moderne de fabrication du chocolat. Emile Gerbeaud acquiert une renommée dans l'industrie hongroise de la confiserie collectionnant les distinctions comme une médaille lors de l'Exposition universelle de 1900, l'Ordre de François-Joseph ou encore la Légion d'honneur. En 1903, il est élu président de la section "confiserie" de l'association industrielle nationale. En 1909, il achète et modernise une usine de chocolat à Fiume qui sera rassemblée à Budapest avec ses autres installations en 1919 au moment de la fin de l'Empire austro-hongrois.
À sa mort la même année, c'est sa femme qui reprend la direction de la société.
La boutique a conservé le nom de Gerbeaud sauf pendant la période communiste où il fut appelé Vörösmarty. En 1995, un homme d'affaires allemand, Erwin Franz Müller, a racheté et rénové le salon de thé pour le remettre comme à l'origine.

## Sources
- Yves Hueber, « Gerbeaud, Emile » dans le Dictionnaire historique de la Suisse en ligne.
- (hu) Histoire de la Famille Gerbeaud